# Zweli Nxumalo
Zweli Mandla Nxumalo (ur. 23 maja 1988 w Mbabane) – suazyjski piłkarz grający na pozycji ofensywnego pomocnika. Od 2010 jest zawodnikiem klubu Royal Leopards FC.

## Kariera klubowa
Swoją karierę piłkarską Nxumalo rozpoczął w klubie Umbelebele Jomo Cosmos FC. W sezonie 2008/2009 zadebiutował w jego barwach w pierwszej lidze suazyjskiej. W 2010 przeszedł do Royal Leopards FC. Wraz z nim pięciokrotnie wywalczył mistrzostwo kraju w sezonach 2013/2014, 2014/2015, 2015/2016, 2020/2021 i 2021/2022 oraz dwukrotnie wicemistrzostwo w sezonach 2011/2012 i 2018/2019. Zdobył też dwa Puchary Eswatini w latach 2011 i 2014.

## Kariera reprezentacyjna
W reprezentacji Eswatini Nxumalo zadebiutował 25 maja 2011 w zremisowanym 0:0 towarzyskim meczu z Botswaną. Od 2011 do 2018 wystąpił w kadrze narodowej 37 razy i strzelił 1 gola.